# L'Islet (municipalité régionale de comté)
Pour les articles homonymes, voir L'Islet.
L'Islet est une municipalité régionale de comté dans la Côte-du-Sud de la région de Chaudière-Appalaches. Elle a été créée le 1er janvier 1982. Son préfet actuel est René Laverdière. Son chef-lieu est Saint-Jean-Port-Joli. Elle est composée de 14 municipalités (1 ville, 10 municipalités, 3 paroisses).
Elle a une superficie de 2 099,58 km2.

## Toponymie
La dénomination de la seigneurie de L'Islet, concédée en 1677 à Geneviève Couillard (1660-1720), fille de Louis Couillard (1629-1678), ainsi que celle de L'Islet-de-Bonsecours, concédée la même année à François Bellanger, sont à l'origine de celle de la ville de L'Islet dont le territoire était jadis compris dans leurs limites ainsi que du bureau de poste ouvert en 1833.
De plus, les gens au début pensaient que cela était une île d'où vient le nom d'islet.

## Géographie
La MRC de L'Islet, située sur la rive Sud du Saint-Laurent, à près de 100 km en aval de Québec, couvre une superficie de 2,092 km2. Son territoire s’étend sur une longueur moyenne d'environ 40 km parallèlement au  fleuve Saint-Laurent et sur une profondeur d'environ 50 km sur l'axe perpendiculaire à ce dernier. Elle est bordée au Sud-Est par l’État américain du Maine qui, dans cette partie de son territoire, est pratiquement inhabité. 
À la hauteur de la MRC de L'Islet, le fleuve Saint-Laurent varie de 20 à 25 km de largeur. Quelques îlots rocheux, d'une superficie restreinte, font partie de la MRC de L'Islet. Ces îles sont à une distance variant de 5 à 11 km de la rive.

### Entités territoriales
La MRC est constituée de quatorze municipalités locales.
| Nom                      | Statut                   | Population 2021 | Superficie (km2) | Densité (h/km2) | Ref. |
| ------------------------ | ------------------------ | --------------- | ---------------- | --------------- | ---- |
| L'Islet                  | Municipalité             | 3 803           | 176,3            | 21,57           |      |
| Saint-Adalbert           | Municipalité             | 460             | 217,9            | 2,11            |      |
| Saint-Aubert             | Municipalité             | 1 441           | 100,9            | 14,28           |      |
| Saint-Cyrille-de-Lessard | Municipalité de paroisse | 742             | 231,4            | 3,21            |      |
| Saint-Damase-de-L'Islet  | Municipalité             | 563             | 249,6            | 2,26            |      |
| Saint-Jean-Port-Joli     | Municipalité             | 3 329           | 240,9            | 13,82           |      |
| Saint-Marcel             | Municipalité             | 422             | 180,1            | 2,34            |      |
| Saint-Omer               | Municipalité             | 294             | 122,4            | 2,4             |      |
| Saint-Pamphile           | Ville                    | 2 274           | 137,9            | 16,49           |      |
| Saint-Roch-des-Aulnaies  | Municipalité             | 955             | 162,4            | 5,88            |      |
| Sainte-Félicité          | Municipalité             | 350             | 94,1             | 3,72            |      |
| Sainte-Louise            | Municipalité de paroisse | 674             | 77,1             | 8,74            |      |
| Sainte-Perpétue          | Municipalité             | 1 715           | 292,4            | 5,87            |      |
| Tourville                | Municipalité             | 576             | 165,1            | 3,49            |      |
| Total                    | Total                    | 17 598          | 2 448,5          | 7,19            |      |

### Géomorphologie
Le territoire de la MRC de L’Islet est composé de trois ensembles géomorphologiques : la plaine côtière, le piedmont et le plateau appalachien.
La plaine côtière est située au nord et est une étroite bande de terre argileuse, large de 5 km et parallèle au fleuve Saint-Laurent. C’est dans cette portion qu’est localisée la plus grande partie de l’activité agricole. 
Pour sa part, le piedmont est situé au centre et constitue la zone de transition entre le plateau appalachien et la plaine côtière. Le piedmont est caractérisé par une ligne de hautes crêtes rocheuses et est composé de terrasses de sable ainsi que de gravier. La composition du sol permet l’exploitation de carrières, sablières et gravières.
Au sud, le plateau appalachien se compose de sols de textures variables et est le plus important par sa superficie. Il permet en outre une activité forestière intense et l’agriculture y est parcellaire.

### Ressources
Le territoire forestier couvre 1,736 km2 soit 83 % de la superficie totale de la MRC de L'Islet. Cette forêt est constituée à parts relativement égales entre les conifères, particulièrement le sapin, et les feuillus, l'érable et le bouleau à papier étant les deux essences dominantes. C'est toutefois la forêt voisine du Maine qui assure une bonne part de l’activité reliée à la transformation forestière dans la région.
Le potentiel agricole se concentre surtout dans la plaine du Saint-Laurent d'une largeur d'environ 5 km. En dehors de cette zone, il y existe certains îlots à potentiel agricole, mais qui offrent certaines difficultés d'exploitation (pierrosité plus grande, saison végétative plus courte, etc.). La superficie en culture des exploitations agricoles est de 23,202 hectares, soit un peu moins de 11 % de tout le territoire de la MRC. 
Le potentiel touristique constitue la troisième grande ressource de la région. L'axe de la route 132, parallèle au fleuve Saint-Laurent, canalise l'essentiel de l'affluence touristique. La région se situe sur l'itinéraire de grands pôles touristiques comme la Gaspésie et les Maritimes et se trouve à proximité de la région de Québec. De plus, la région a su se doter d’attraits culturels particuliers avec l’artisanat à Saint-Jean-Port-Joli, le Musée Maritime Bernier à L'Islet-sur-Mer, les sentiers pédestres de Saint-Marcel, la tour d'observation du lac Trois Saumons à Saint-Aubert et la Seigneurie des Aulnaies à Saint-Roch-des-Aulnaies.
Quelques lacs offrent un potentiel de villégiature appréciable mais les plus importants, comme le lac Trois-Saumons avec une superficie de 261,7 hectares, sont déjà saturés. Le sous-sol ne semble pas receler de substances minérales ou organiques exploitables à des fins commerciales.

## Portrait socio-économique

### Histoire

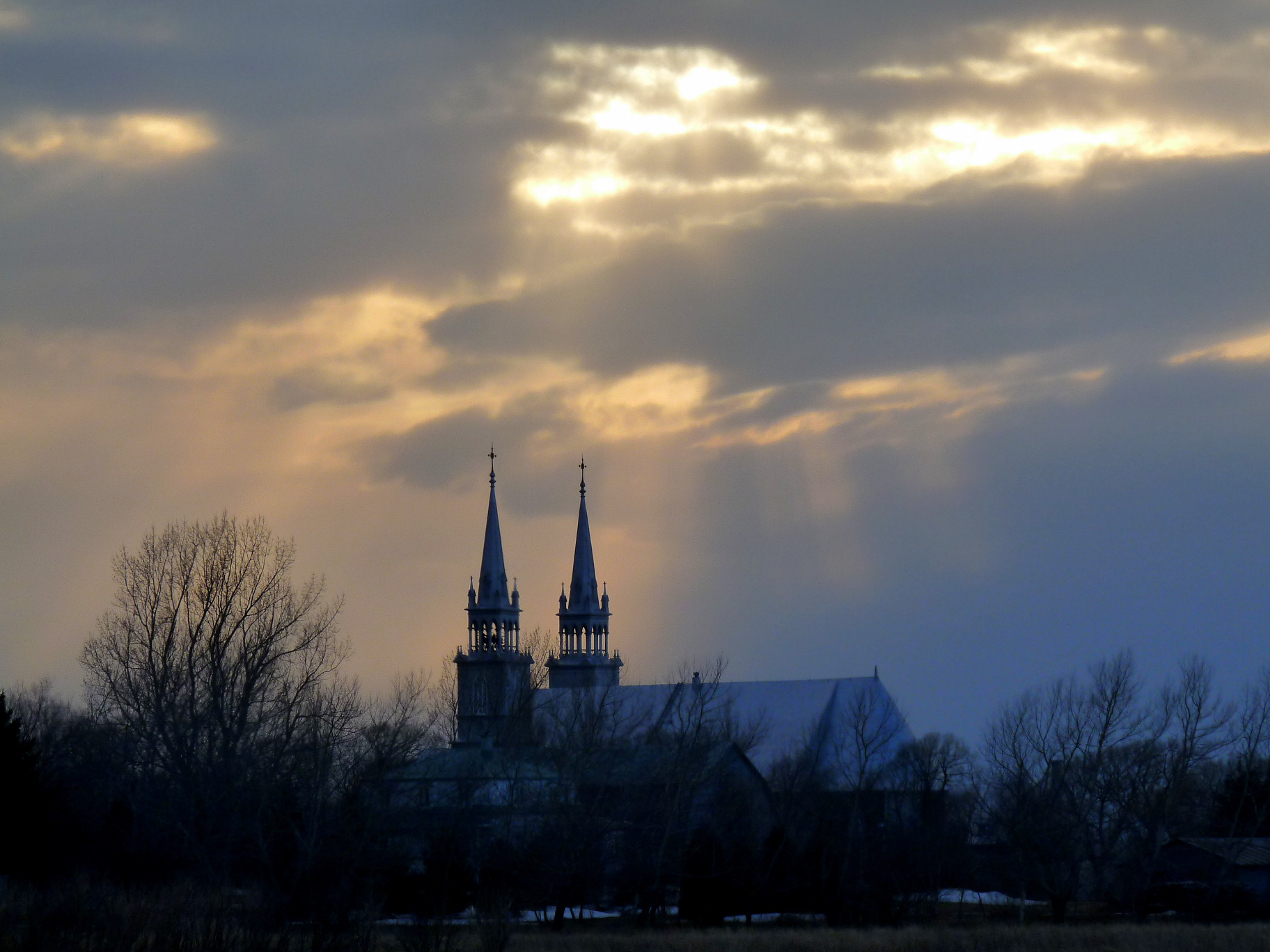
Village de Saint-Roch-des-Aulnaies, en bordure du fleuve Saint-Laurent.

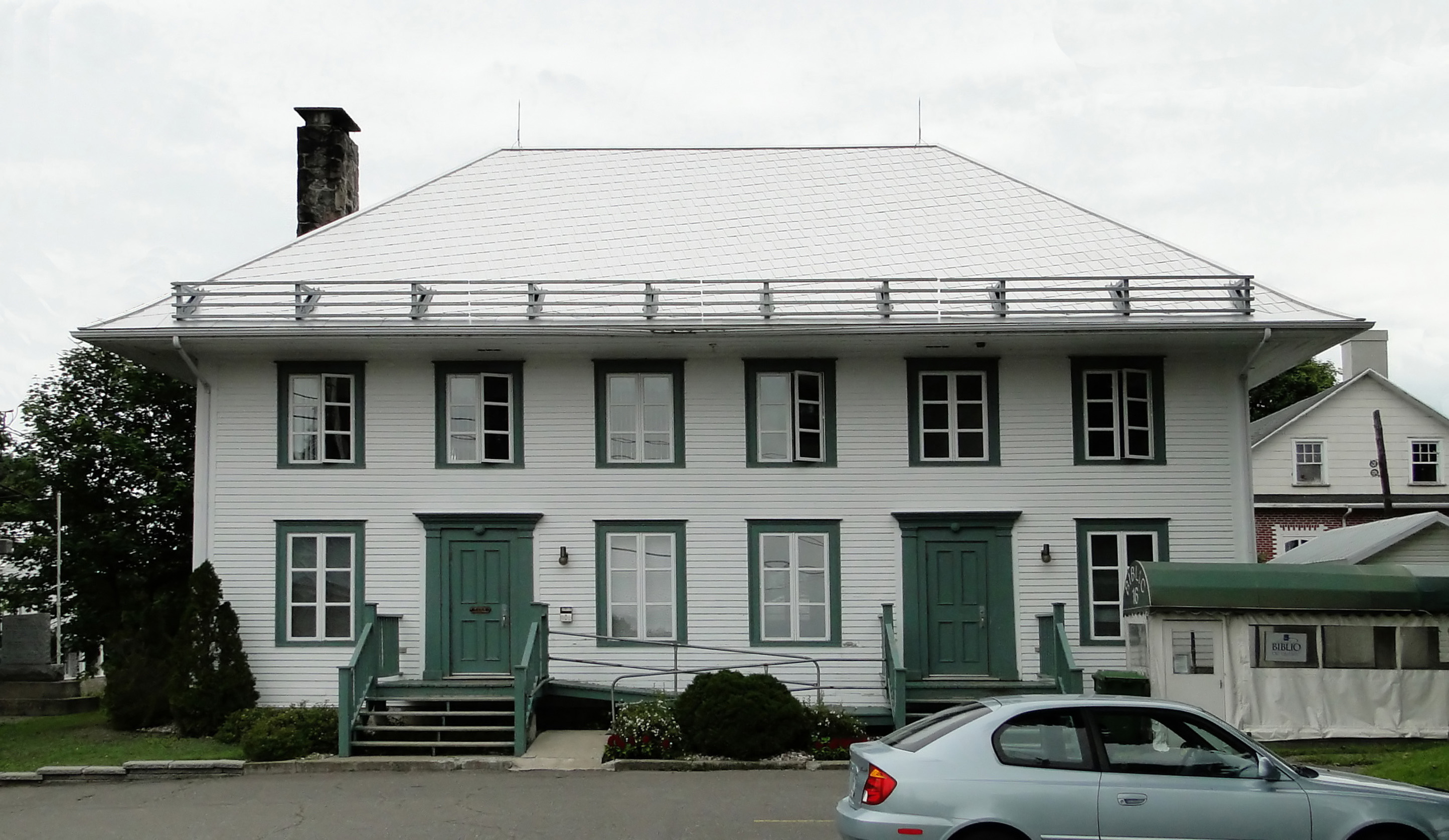
Salle des Habitants de l'Islet-sur-Mer

C'est par l'agriculture que s'est amorcé le développement économique du territoire de la MRC de l’Islet. La culture des céréales, le blé surtout, et celle du chanvre, semblent avoir été la principale source de revenus des habitants à l'origine. Le premier mouvement de colonisation, sous le régime français, de la fin du XVIIe au début du XVIIIe siècle, a pris naissance avec la concession de la seigneurie des Aulnaies en 1656, des seigneuries de Bonsecours, L'Islet-St-Jean, Port-Joli et du fief Rhéaume en 1677 ainsi que du fief Lessard en 1698.
L'arrivée des Anglais en 1759 ralentira temporairement le développement économique de la région, dont les habitations seront presque entièrement détruites par le feu lors de la bataille menée par James Wolfe. Mais, durant plusieurs générations encore, l'exploitation agricole sera la clé de la relance économique. Au tournant du XIXe siècle, d'autres activités viennent contribuer au développement économique de la région. Il en est ainsi de l'exploitation de la chaux et de celle des riches terres glaises situées en bordure du fleuve, qui permettront la formation de quelques ateliers de potiers. 
Au XIXe siècle, la région de L'Islet joue un rôle important dans le domaine de la navigation, puisqu'elle abrite des navigateurs réputés, tel le célèbre capitaine Joseph-Elzéar Bernier, explorateur des régions polaires. Elle accueille aussi la première Académie de marine de l'Amérique du Nord fondée à L'Islet en 1880. 
L'exploitation forestière constitue un apport économique important pour la région à partir du milieu du XIXe siècle. Ainsi, en 1844, on ne dénombre pas moins de 58 moulins à scie et une fabrique de papier. L'agriculture demeure néanmoins, à cette époque, l'activité dominante. C’est à cette époque que sont créées les municipalités du centre du comté, parfois en se détachant des municipalités riveraines: Saint-Cyrille-de-Lessard (1844), Saint-Aubert (1858), Sainte-Louise (1859), Saint-Eugène (1867) et Saint-Damase (1889).
En 1859, l'arrivée du chemin de fer reliant les localités riveraines de Québec à Rivière-du-Loup contribue grandement au développement économique de certaines paroisses, notamment celle de L'Islet qui connaîtra un essor important avec la création de nombreuses industries. Ainsi, à la fin du XIXe siècle, plusieurs briqueteries opèrent à proximité de la voie ferrée, dans le centre de la municipalité. Plus tard, en 1916, la fonderie de L'Islet, spécialisée dans la fabrication des poêles en fonte, constituera une bonne source d'emploi pour la région. 
La dernière vague de colonisation s’amorce avec l'ouverture du chemin Elgin en 1861 qui permet l’accès au Sud du Comté. Ainsi naquirent les paroisses de Sainte-Perpétue en 1869 (mission depuis 1861), Saint-Pamphile en 1880, Saint-Marcel en 1894, Saint-Adalbert en 1910, Tourville en 1919, Saint-Omer en 1938 et finalement Sainte-Félicité en 1945
La population de la MRC de L'Islet a connu une croissance relativement lente depuis 1851. Sa population a à peine doublé alors que celle de l'ensemble du Québec s'est multipliée par plus de sept fois pendant la même période. De 1851 à 1881, la progression fut sensiblement la même que pour l'ensemble du Québec. Entre 1881 et 1901, la population a chuté, notamment à la suite d'une forte émigration rurale vers les centres industriels de la Nouvelle-Angleterre. La phase suivante, qui va du début du siècle jusqu'en 1961 et qui correspond à la période de colonisation de l’arrière-pays, est marquée par une croissance constante quoique beaucoup moins spectaculaire que pour l'ensemble du Québec. Enfin, la période qui va de 1961 à nos jours en est une de perte en chiffres absolus de l'ordre de 11 %.

### Occupation du territoire
Si l'on excepte la partie centrale de la MRC correspondant grosso modo à la Forêt domaniale des Appalaches, l'habitat est disséminé à la grandeur du territoire mais suivant des axes bien précis. Les plus importants sont ceux de la route 132 et du chemin Elgin (route 204). Quelques autres noyaux de population se situent à l'écart de ces deux axes, en particulier sur la route 285. 
La MRC de L'Islet est composée de trois sous-régions gravitant chacune autour d'un Pôle offrant services et emplois. Saint-Jean-Port-Joli pour L'Islet-Est, La municipalité de L'Islet pour l’ouest du territoire et Saint-Pamphile pour L'Islet-Sud jouent ce rôle. Saint-Jean-Port-Joli a cependant un certain rayonnement régional fortement concurrencé par Montmagny et La Pocatière.

### Économie
En 1996, 11,3 % de la population active travaillent dans le secteur primaire, plus précisément 8,2 % en agriculture et 3,1 % en exploitation forestière. Pour le secteur secondaire, la majorité des emplois étaient dans l’industrie manufacturière, soit 32,4 % de la population active. Ce taux est très largement supérieur à la moyenne provinciale. En corollaire, le secteur tertiaire était beaucoup moins présent : à peine 49 % de la population active, en baisse par rapport à 1986.
Pour soutenir l'économie de la région, l'organisme Région L'Islet a mis sur pied un portail d'emploi pour attirer la main-d'œuvre dans les secteurs de la comptabilité et de l'administration, de l'éducation, de l'ingénierie, et le secteur manufacturier.

### Patrimoine
Un certain nombre de bâtiments de la MRC sont classés "historiques" par le Ministère des affaires culturelles. Il s'agit de l'église Notre-Dame-de-Bonsecours, de la Salle des Habitants et de la Chapelle des Marins à L'Islet-sur-Mer, de l'église de Saint-Jean-Port-Joli ainsi que la Seigneurie des Aulnaies (avec le Manoir Dionne, le hangar et le petit trianon) de même que le moulin banal et la chapelle qui sont tous situés à Saint-Roch-des-Aulnaies. La chapelle de Bras d'Apic a également été classée par le ministère; elle abritait autrefois une classe au deuxième étage.
Plusieurs autres sites et bâtiments d'intérêt régional, particulièrement concentrés le long de la route 132, ont été répertoriés par le macro-inventaire et la MRC de L'Islet. Certains éléments du patrimoine sont caractéristiques ou particulièrement répandus dans la MRC de L'Islet; parmi ceux-ci, on remarque les moulins à eau (9), les croix de chemins (45), les larmiers cintrés des maisons longues en bordure du fleuve.
Des institutions muséales locales mettre en œuvre des mesures de valorisation d'éléments patrimoniaux, notamment à L'Islet avec le Musée maritime du Québec ou encore à Saint-Jean-Port-Joli avec le Musée de la mémoire vivante.

## Démographie
| 1986   | 1991   | 1996   | 2001   | 2006   | 2011   | 2016   | 2021   |
| ------ | ------ | ------ | ------ | ------ | ------ | ------ | ------ |
| 21 189 | 19 938 | 19 823 | 19 368 | 18 902 | 18 517 | 17 798 | 17 598 |

## Administration
| Période                                  | Période  | Identité          | Étiquette                     | Qualité |
| ---------------------------------------- | -------- | ----------------- | ----------------------------- | ------- |
| 1982                                     | 2000     | Jean-Pierre Caron | Maire de L'Islet-sur-Mer      |         |
| 2000                                     | 2013     | Réal Laverdière   | Maire de Saint-Pamphile       |         |
| 2013                                     | 2017     | Jean-Pierre Dubé  | Maire de Saint-Jean-Port-Joli |         |
| 2017                                     | En cours | René Laverdière   | Maire de Saint-Adalbert       |         |
| Les données manquantes sont à compléter. |          |                   |                               |         |

## Éducation
Commission scolaire de la Côte-du-Sud